# فوکس فیچرز
فوکِس فیچرز (انگلیسی: Focus Features) یک شرکت توزیع و تهیه فیلم آمریکایی است. شرکت زیر مجموعه‌ای از شرکت ان‌بی‌سی است.